# Лавровский сельсовет (Тамбовская область)
Лавровский сельсовет — муниципальное образование со статусом сельского поселения в Мордовском районе Тамбовской области.
Административный центр — село Лаврово.

## История
Лавровский сельсовет образован в 1924 году. До 1958 года территория Лавровского сельсовета входила в состав Покрово-Марфинского района.
В соответствии с Законом Тамбовской области от 17 сентября 2004 года № 232-З установлены границы муниципального образования и статус сельсовета как сельского поселения.
В соответствии с Законом Тамбовской области от 30 мая 2014 года № 404-З в состав сельсовета включён упразднённый Сосновский сельсовет.

## Население
| 2010  | 2012  | 2013  | 2014 | 2015  | 2016  | 2017  |
| ----- | ----- | ----- | ---- | ----- | ----- | ----- |
| 1003  | ↘954  | ↘927  | ↘905 | ↗1384 | ↘1313 | ↘1279 |
| 2018  | 2019  | 2020  | 2021 |       |       |       |
| ↘1220 | ↘1203 | ↘1172 | ↘851 |       |       |       |

## Состав сельского поселения
| №  | Населённый пункт | Тип населённого пункта       | Население |
| -- | ---------------- | ---------------------------- | --------- |
| 1  | Анетово          | деревня                      | 0         |
| 2  | Берёзовка        | село                         | ↘44       |
| 3  | Грачёвка         | село                         | ↘83       |
| 4  | Дмитриевка       | деревня                      | 29        |
| 5  | Изосимовка 2-я   | деревня                      | ↘99       |
| 6  | Криуша           | деревня                      | 38        |
| 7  | Лаврово          | село, административный центр | ↘721      |
| 8  | Лихачёвка        | деревня                      | 8         |
| 9  | Михайловка       | деревня                      | ↘88       |
| 10 | Растовка         | деревня                      | 17        |
| 11 | Рязанка          | деревня                      | 65        |
| 12 | Сосновка         | село                         | ↘387      |